# Stronghold 3
Stronghold 3 is een Real-time strategy-spel dat werd ontwikkeld door Firefly Studios en werd gepubliceerd door SouthPeak Games. Stronghold 3 is de 6e game uit de Stronghold-serie. 

## Gameplay
De game gaat voor een deel terug naar de eenvoud van de oorspronkelijke Stronghold. Echter is het bouwen van de muren vele malen lastiger en ingewikkelder dan in de oorspronkelijke stronghold. Zo is het niet mogelijk om enkele stukken muur op te vullen. Maar moet je altijd grotere stukken muur neerzetten, omdat je een muur altijd van punt A tot punt B moet bouwen. De muren kunnen echter wel in elke mogelijk hoek neergezet worden.
Wel zijn er verbeterde engines: Havok engine en Trinigy engine. Maar behalve de graphics zijn er geen extra dingen toegevoegd.